# Интерлакен
Интерлакен (нем. Interlaken) — город в Швейцарии, окружной центр, находится в кантоне Берн.
До 2009 года был центром округа Интерлакен, с 2010 года — Интерлакен-Оберхасли. Население составляет 5634 человек (на 31 декабря 2019 года). Официальный код — 0588.
Интерлакен — климатический курорт в Бернском Оберланде, между Тунским и Бриенцским озерами, в замкнутой высокими горами котловине.

## История
Интерлакен было первоначально названием католического монастыря в кантоне Берн, между Тунским и Бриенцским озерами; отсюда Inter lacus (между озёрами), потом Interlachen (древние документы дают и назв. Interlappen, что объясняется Inter lapides). Монастырь был основан в 1130 году и получил большие привилегии от императора Конрада III. В XIV веке он вёл самостоятельно переговоры с Берном, но в XV веке постепенно стал подпадать под его власть.
После реформации монастырь Интерлакен был обращён в больницу для душевнобольных.
Близ Интерлакена, на горе Абендберг, швейцарский психиатр Гуггенбюль создал первую специализированную лечебницу для больных кретинизмом.

## Принятие декларации о реформах ЕСПЧ
В пятницу, 19 февраля 2010 года, в Интерлакене на конференции министров «Будущее Европейского суда по правам человека» была принята декларация и план действий по реформированию ЕСПЧ.

## Туризм и активный отдых
Интерлакен является базовой точкой для посещения региона Юнгфрау. На высоте 3454 м находится конечная станция железной дороги «Юнгфрау» — самый высокогорный вокзал Европы. В 600 м от Юнгфрауйох возвышается «Сфинкс», скала высотой 3571 м. На ней находятся смотровая площадка, метеостанция и самая высокогорная обсерватория в Европе.
В зимнее время года Интерлакен привлекает горнолыжников и сноубордистов. В Интерлакене также развиты такие виды спорта как альпинизм, скалолазание, парапланеризм, виндсёрфинг, банджи-джампинг.
Из Интерлакена ежегодно с 1992 года стартует горный марафон Юнгфрау.

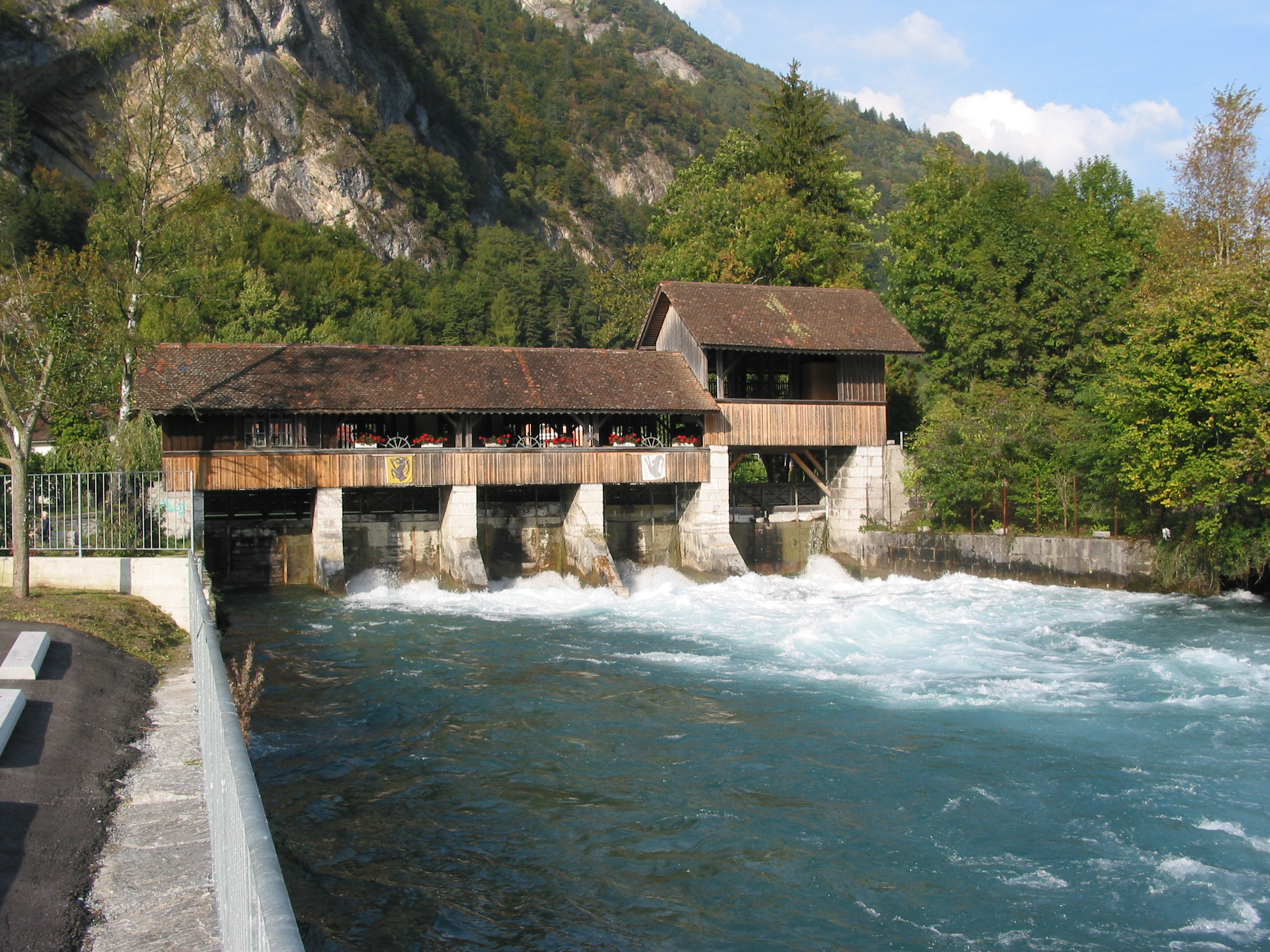
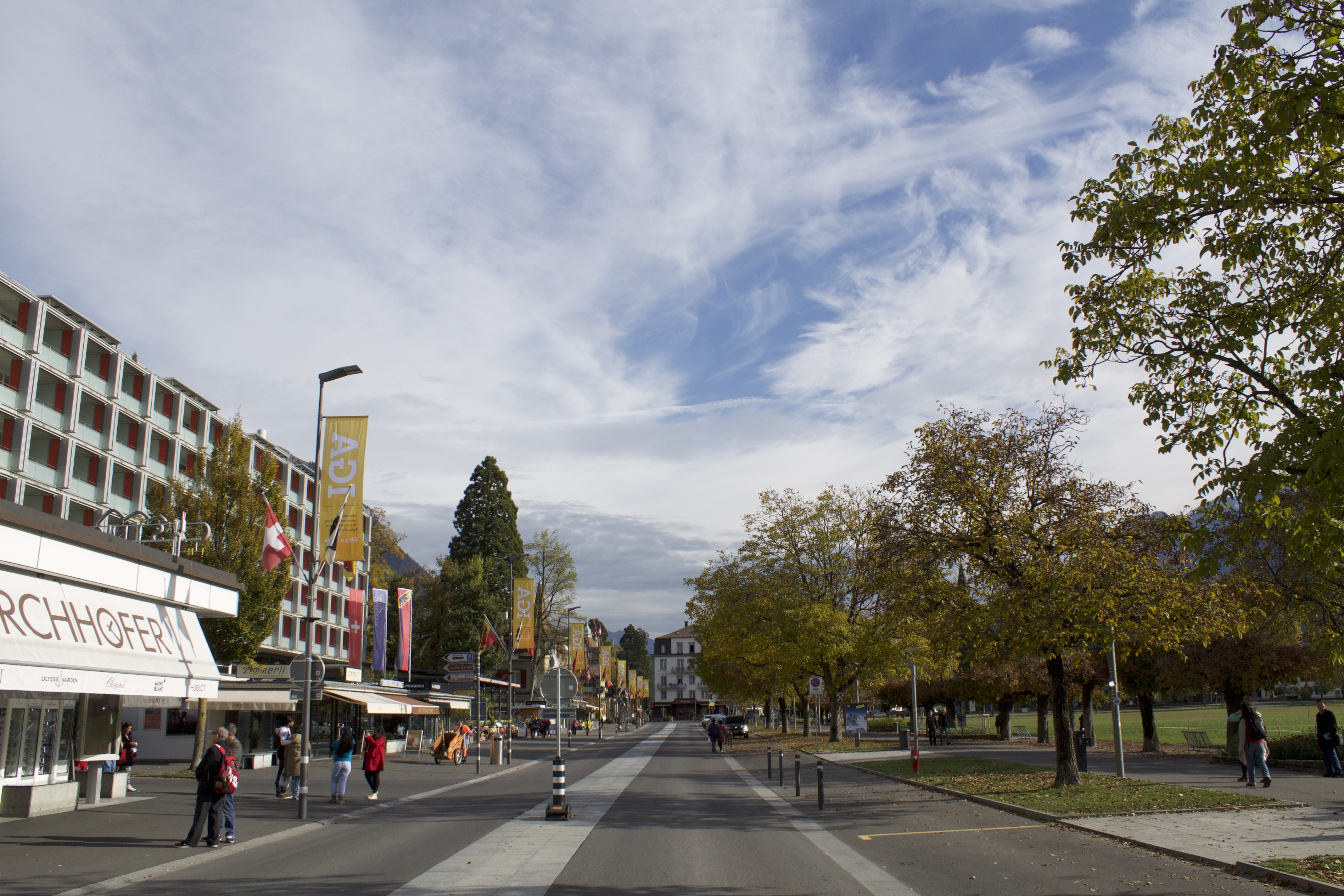
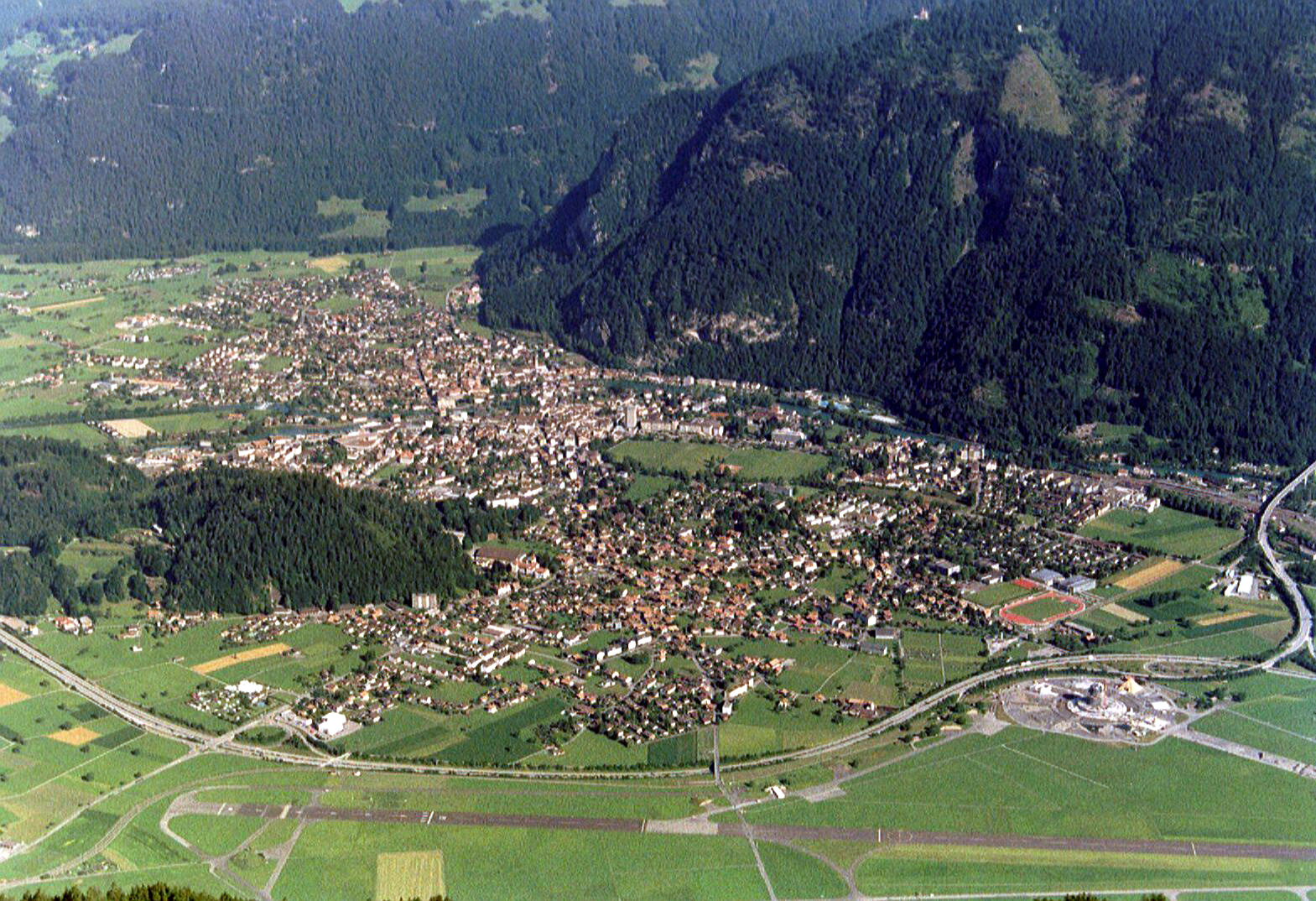

## Города-побратимы
Интерлакен является побратимом японского города Оцу.

## Симпозиум по лимфокинам
В 1979 году в Интерлакене был проведен симпозиум, в ходе которого установили правила идентификации лимфокинов. Этим факторам дали новое название — "интерлейкины", оно не только отображает способность веществ к межлейкоцитарным взаимодействиям, но и отсылает к месту, где были приняты данные изменения.